# Јадар (притока Дрињаче)
Јадар је река у источном делу Републике Српске, БиХ, десна притока Дрињаче. Дуга је 64,7 km, са површином слива 893,7 km². Извире испод Крка (1.100 м), а улива се у Дрињачу код Кушлата. Врло разгранат изворишни врх налази се у Подрињу, где река Дрина прави велики источни лакат на потезу од Сушице (1.243 м) до Дрињака (771 м). Јадар има планински ток. Главне притоке су му Зелени и Студени Јадар. Река дели Бирач на западу од Лудомера на истоку.